# آرام‌رو درناتالاب
آرام‌رو درناتالاب (نام علمی: Aramus paludigrus) گونه‌ای منقرض‌شده از پرندگان آبزی آرام‌روان و نیمه‌آبزی است که به درناها (راستهٔ کلنگ‌سانان) شبیه هستند. Aramus paludigrus در Konzentrat-Lagerstätte معروف گروه هوندا در La Venta پیدا شد که قدمت آن مربوط به میانهٔ دوره میوسن در مرکز کلمبیا است.